# Mesón (establecimiento)

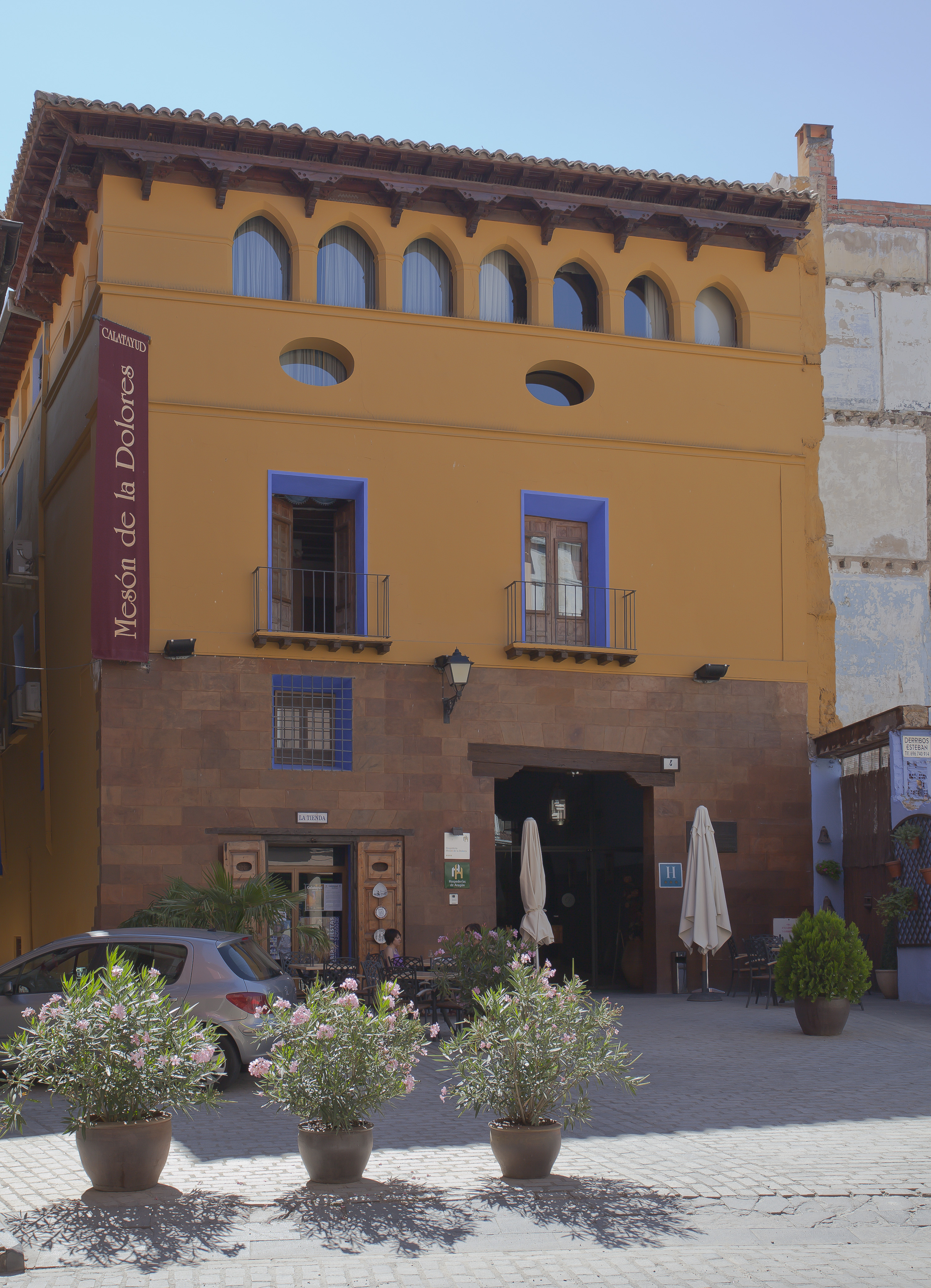
El mesón de la Dolores, en Calatayud (España), protagonista de algunas coplas populares.

Mesón es un establecimiento de hostelería de antigua tradición, similar a la posada. Contrario a la etimología popular, su nombre no proviene de las mesas, sino del latín mansiō.  Puede ofrecer comida, bebida y hospedaje. En el siglo xxi está asociado al tipismo de la ciudad, lugar o región en la que se encuentra. Puede aparecer como sinónimo de posada o venta, y en América denomina también el mostrador o la barra de un bar.

## Etimología
El Diccionario de la lengua española lo da procedente del latín 
«mansio, -ōnis» (posada), y advierte de la influencia del término francés «maison» (casa).
Para Sebastián de Covarrubias (1673), se llama mesón a la casa de diversión o casa pública a la que concurrían viajeros o forasteros de diversas procedencias y se les daba albergue mediante retribución (hospedaje público)  junto a sus caballerías y carruajes.
Joan Corominas documenta el término mesón en 1349, y con similar uso «la maisón» en 1173, y «la mansión» en 1440.

## En elQuijote
En varias ocasiones aparece el mesón como escenario de las aventuras del Don Quijote de la Mancha, de Miguel de Cervantes, siendo quizá uno de los más descriptivos episodios los que se narran en los capítulos 71 y 72 de la segunda parte de la novela cervantina.

Apeáronse en un mesón, que por tal le reconoció don Quijote, y no por castillo de cava honda, torres, rastrillos y puente levadiza, que después que le vencieron con más juicio en todas las cosas discurría, como agora se dirá. Alojáronle en una sala baja, a quien servían de guadameciles unas sargas viejas pintadas, como se usan en las aldeas. En una dellas estaba pintada de malísima mano el robo de Elena, cuando el atrevido huésped se la llevó a Menalao, y en otra estaba la historia de Dido y de Eneas, ella sobre una alta torre, como que hacía de señas con una media sábana al fugitivo huésped, que por el mar sobre una fragata o bergantín se iba huyendo. Notó en las dos historias que Elena no iba de muy mala gana, porque se reía a socapa y a lo socarrón, pero la hermosa Dido mostraba verter lágrimas del tamaño de nueces por los ojos.

## Refranero y expresiones antiguas
Esteban Terreros y Pando, en su ameno y curioso Diccionario castellano con las voces de ciencias y artes y sus correspondientes en las tres lenguas francesa, latina é italiana: E-O, publicado en 1787, define mesón como «posada para arrieros y animales de carga», y recopila algunas expresiones y refranes relacionados con el mesón:
- No compres a regatón ni te descuides en el mesón, expresa que como los regatones venden caro, así la mucha concurrencia en los mesones es ocasión de hurtos y por tanto, hay que tener cuidado
- Estar la casa como un mesón, estar patente o con mucha concurrencia o sin aliño
- Por un ladrón pierden ciento en el mesón, refrán que denota que la culpa de uno la pagan muchos o que recae en todos las sospechas de la culpa de uno.
- Quedarse al mesón de la estrella. Pasar la noche al raso, al sereno (al aire libre).

## En España

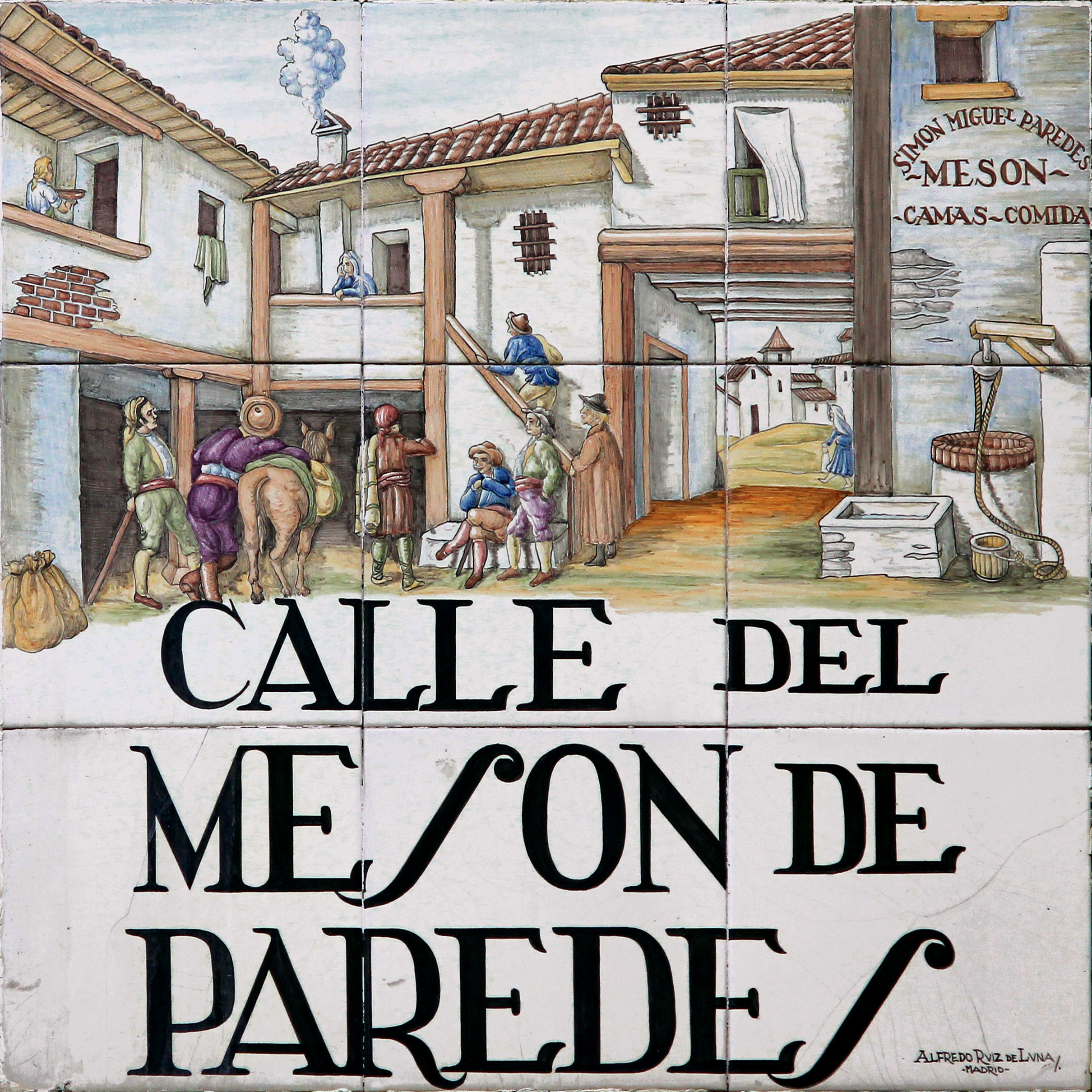
Recreación del antiguo mesón regentado por Simón Miguel Paredes, en el callejero histórico de Madrid.

En los cascos históricos de muchas ciudades españolas es habitual encontrar establecimientos con el sobrenombre de mesón, aunque en la mayoría de los casos se trata de nuevas instalaciones, a menudo decoradas con un estilo ‘rústico’. No obstante pueden citarse algunos mesones de rancia tradición como, por ejemplo:
- Mesón de la Victoria en Málaga, desde 1632 (Bien de Interés Cultural en 1964).
- Mesón de la Dolores en Calatayud, desde 1800 (Bien de Interés Cultural).[7]
- Mesón de Cándido en Segovia, desde 1884.[8]

En Madrid, aunque hubo históricos mesones, como el que da nombre a la calle del Mesón de Paredes o el mesón del Segoviano (luego Casa Lucio) encajado en la antigua muralla cristiana, los mesones conservados o presentados como tales, suelen ser locales mixtos de taberna típica y restaurante turístico abierto a todas horas y con animado ambiente nocturno. Así podrían presentarse los que hacia la década de 1960 se abrieron en los alrededores de la plaza Mayor, preferentemente en la Cava de San Miguel. El más famoso de todos ellos es, desde 1947, Las cuevas de Luis Candelas, ocupando en los bajos de un vetusto edificio, lo que en el siglo xvi fuera trapería y almacén de tejidos, y más tarde taberna (de la llamada La Extremeña se conservan curiosos «platos encadenados» -para que no se los llevaran los clientes-). Las crónicas legendarias de la capital de España aseguran que en el antiguo local tuvo su guarida nocturna el bandolero Luis Candelas.

## En México

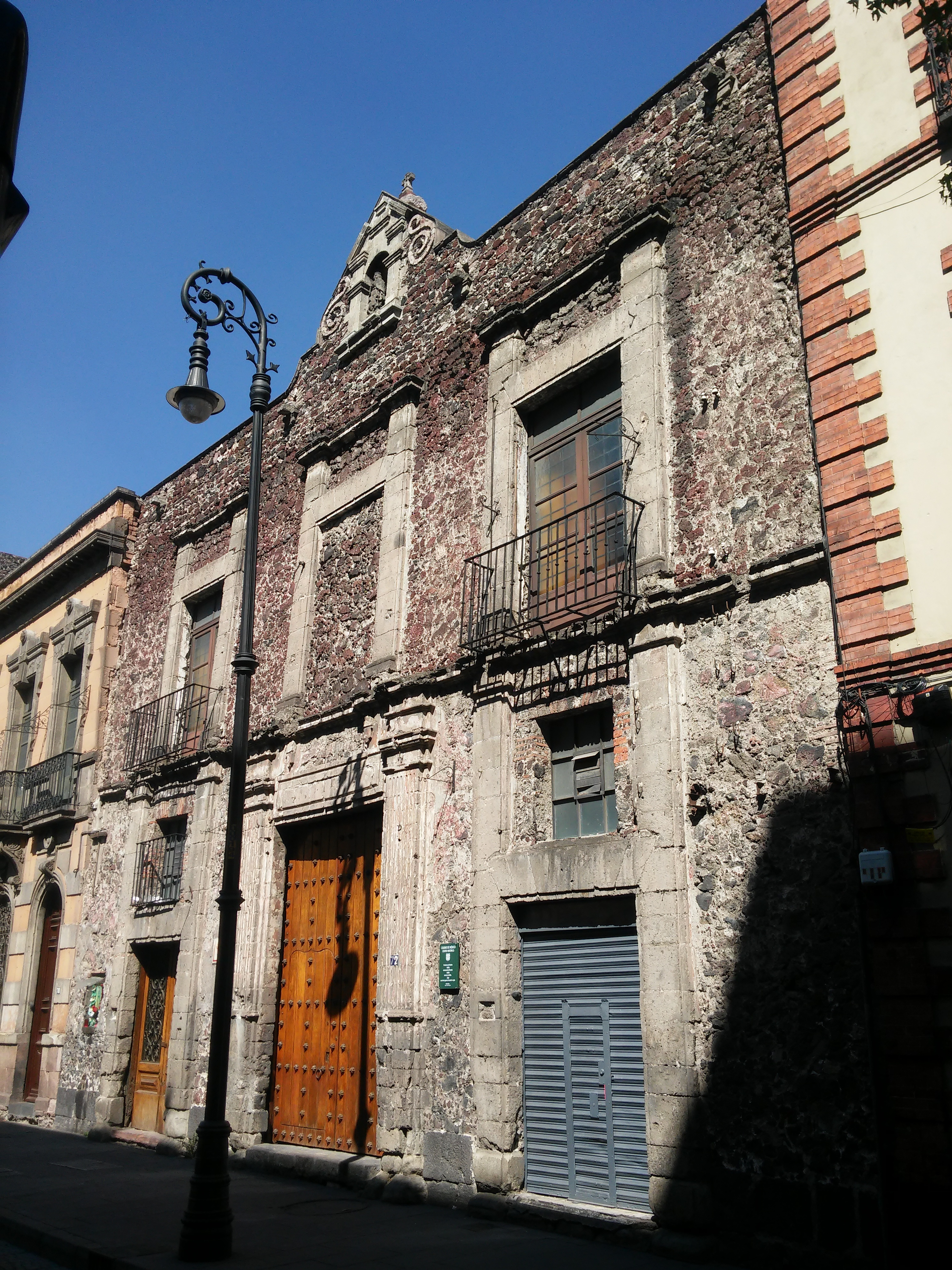
Antiguo mesón en el Centro histórico de la Ciudad de México, en la calle Mesones número 72

La fundación del primer mesón ocurrió en 1525 en la Ciudad de México, cuando el 1 de diciembre de ese año el cabildo autorizó el establecimiento de un mesón por parte de Pedro Hernández Paniagua, el cual fue ubicado en la calle que habría de llamarse Mesones debido a que a partir de entonces en ella se fundaron varios de estos establecimientos. La denominación de mesón en México alcanza con su tradición a edificios como el Mesón de Diligencias en Querétaro, o el popular Mesón de San Antonio en Guanajuato.